# Анготци, Рита
Анна Рита Анготци (итал. Anna Rita Angotzi; род. 12 февраля 1967, Кальяри) — итальянская легкоатлетка, выступавшая в беге на короткие дистанции. Участница летних Олимпийских игр 1988 года.

## Биография
Рита Анготци родилась 12 февраля 1967 года в итальянском городе Кальяри.
Выступала в легкоатлетических соревнованиях за «Ористано», где тренировалась под началом Франческо Гарау.
В 1985—1988 годах выступила за сборную Италии в 11 международных соревнованиях.
В 1987 году участвовала в чемпионате мира в Риме, став первой легкоатлеткой Сардинии, выступившей на турнире такого уровня.
В том же году завоевала две медали Средиземноморских игр в Латакии: серебряную в эстафете 4х100 метров и бронзовую в беге на 200 метров.
В 1988 году вошла в состав сборной Италии на летних Олимпийских играх в Сеуле. В беге на 200 метров заняла 4-е место в 1/8 финала, показав результат 23,59 секунды. В четвертьфинале стала 6-й (23,33), уступив 0,66 секунды попавшей в полуфинал с 4-го места Катрин Краббе из ГДР. В эстафете 4х100 метров сборная Италии, за которую также выступали Росселла Тароло, Даниэла Ферриан и Мариза Мазулло, заняла 5-е место в четвертьфинале (44,33). В полуфинале итальянки заняли 7-е место (43,97), уступив 0,53 секунды попавшей в финал с 4-го места сборной Польши.
В 1989 году завершила спортивную карьеру и сосредоточилась на науке. В 2000-х годах в течение года работала в Лондоне в больнице святого Георгия, после чего вместе с мужем Лючио переехала в Берген, где работала специалистом по морской молекулярной биологии.

## Личные рекорды
- Бег на 100 метров — 11,36 (3 сентября 1988, Кальяри)[5]
- Бег на 200 метров — 23,33 (28 сентября 1988, Сеул)[3]
- Эстафета 4х100 метров — 43,96 (27 июля 1988, Верона)[5]